# Fulk de Cantilupe

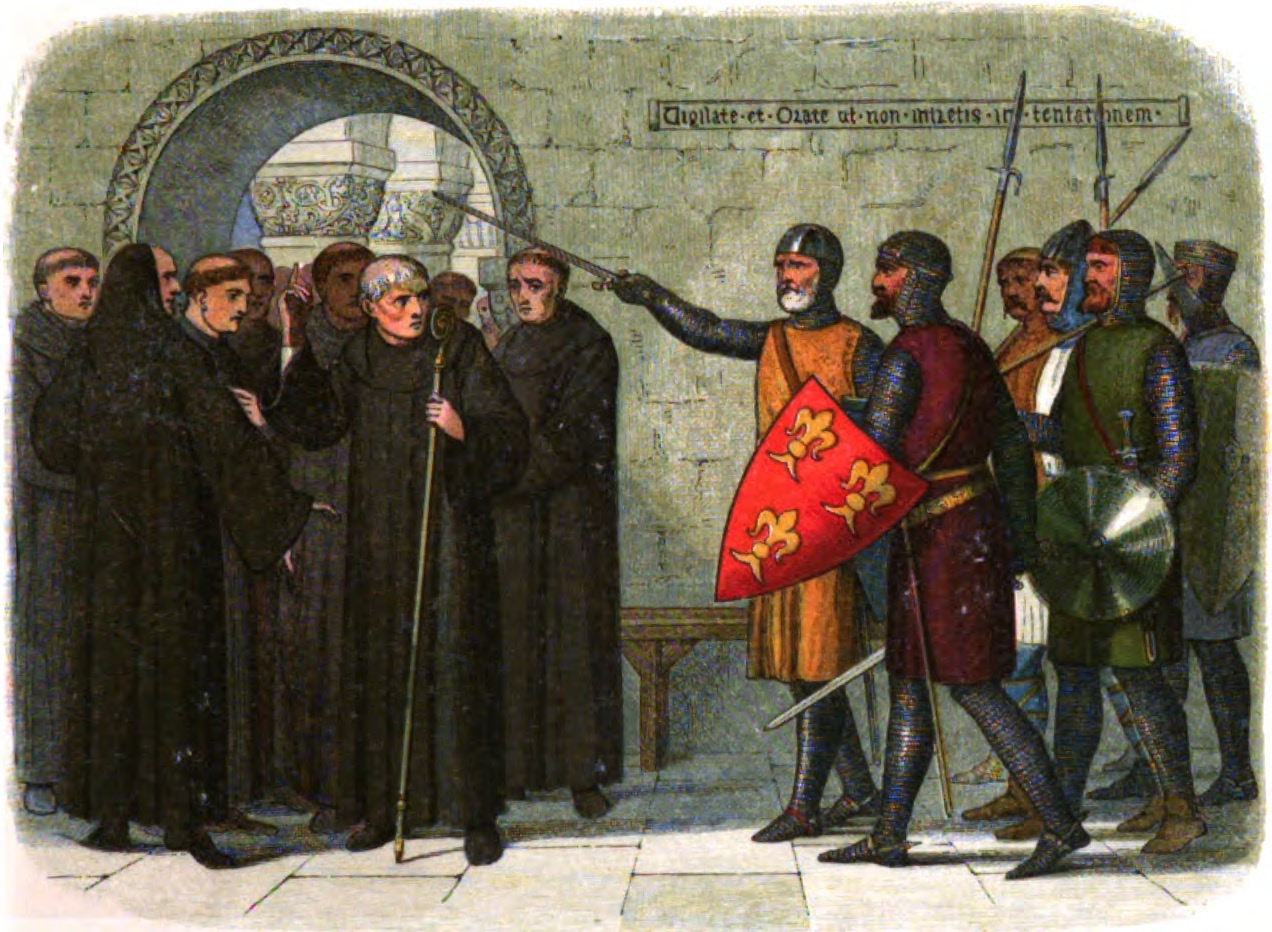
Fulk de Cantilupe vertreibt die Kanoniker des Kathedralkapitels von Canterbury. Historisierende Darstellung von 1864

Fulk de Cantilupe (auch Cantelupe) († zwischen 4. November 1217 und 6. März 1218) war ein anglonormannischer Adliger und Beamter des englischen Königs Johann Ohneland.

## Leben
Fulk entstammte einer Familie des niederen Adels, die ursprünglich aus Canteleu in der Normandie stammte. Er wird erstmals 1198 als Mitglied des Haushalts von Johann Ohneland erwähnt, als dieser noch Graf von Mortain. Nachdem Johann Ohneland 1199 englischer König geworden war, diente Fulk von 1200 bis 1201 als Sheriff von Berkshire. Während des Französisch-Englischen Kriegs stellte er im Frühjahr und Sommer 1203 für den König entlang der Seine eine Flotte auf.
Nachdem es über die Wahl eines neuen Erzbischofs von Canterbury zu einem ernsten Konflikt zwischen dem König und dem Papst gekommen war, ernannte der König 1207 Fulk zusammen mit Reginald of Cornhill zu Verwaltern des Erzbistums. Nach dem Chronisten Roger von Wendover vertrieb Fulk die Kanoniker des Kathedralkapitels aus Canterbury. Der König rechtfertigte dabei alle Maßnahmen, die Fulk als Verwalter der Ländereien des Erzbistums traf. Im Januar 1208 ernannte der König jedoch neue Verwalter für das Erzbistum, möglicherweise nachdem Papst Innozenz III. Fulk und Reginald am 27. August 1207 exkommuniziert hatte. In der Folge blieb Fulk weiter im Dienst des Königs. Der Chronist Roger von Wendover zählte ihn zu den schlechten Ratgebern des Königs, und während des Ersten Kriegs der Barone verwaltete er besetzte Besitzungen der Rebellen.
Johann Ohneland belohnte Fulk mit der Verleihung von zahlreichen Gütern. Bereits vor 1199 erhielt er Oxenbourne in Hampshire, und vor 1204 wurde er Verwalter des königlichen Guts von Calne in Wiltshire. Nach Ende September 1214 konnte Fulk seine Besitzungen in Wiltshire um Calstone erweitern, dazu besaß er Güter in Burton in Northamptonshire, und in Shopland in Essex. Vor 1207 kamen Ländereien im County Cork in Irland dazu. Spätestens von 1208 bis 1210 verwaltete er die Güter von Isabel de Clare, 4. Countess of Pembroke. Dazu kam 1211 die Verwaltung der Ländereien des minderjährigen Warin de Munchensi.
Vor seinem Tod soll Cantilupe in den Templerorden eingetreten sein. Er starb vermutlich ohne männliche Nachkommen, so dass seine Besitzungen bei seinem Tod an den König zurückfielen. Unter König Heinrich III. erhielt sein Neffe William I de Cantilupe 1218 Calne und Calstone in Wiltshire.